# Lawsonbauerita
La lawsonbauerita és un mineral de la classe dels sulfats. Va ser anomenada l'any 1979 per Pete J. Dunn, Donald Ralph Peacor i Bozidar Darko Sturman en honor de Lawson Henry Bauer; químic de la Jersey Zinc Co. i especialista en minerals de Franklin. La lawsonbauerita és isosteructural amb la shigaïta i la torreyita i és l'anàleg de maganès d'aquesta última.

## Classificació
Segons la classificació de Nickel-Strunz, la lawsonbauerita pertany a «07.D - Sulfats (selenats, etc.) amb anions addicionals, amb H₂O, amb cations de mida mitjana només; plans d'octaedres que comparteixen vores» juntament amb els següents minerals: langita, posnjakita, wroewolfeïta, spangolita, ktenasita, christelita, campigliaïta, devil·lina, ortoserpierita, serpierita, niedermayrita, edwardsita, carrboydita, glaucocerinita, honessita, hidrohonessita, motukoreaita, mountkeithita, shigaïta, wermlandita, woodwardita, zincaluminita, hidrowoodwardita, zincowoodwardita, natroglaucocerinita, nikischerita, felsőbányaïta, torreyita, mooreïta, namuwita, bechererita, ramsbeckita, vonbezingita, redgillita, calcoalumita, nickelalumita, kyrgyzstanita, guarinoïta, schulenbergita, theresemagnanita, UM1992-30-SO:CCuHZn i montetrisaïta.

## Característiques
La lawsonbauerita és un sulfat de fórmula química (Mn2+,Mg)9Zn₄(SO₄)₂(OH)22·8H₂O. Cristal·litza en el sistema monoclínic. La seva duresa a l'escala de Mohs és 4,5.

## Formació i jaciments
La lawsonita es forma com a mineral secundari en dipòsits de zinc estratiformes i metamorfitzats. A la seva localitat tipus s'ha descrit associada a zincita, sussexita, pirocroïta, franklinita i calcita. S'ha descrit només a la seva localitat tipus: Mina Sterling, al districte miner de Franklin, Nova Jersey, Estats Units